# فیلیپس‌تاون، نیویورک
فیلیپس‌تاون (به انگلیسی: Philipstown) یک منطقهٔ مسکونی در ایالات متحده آمریکا است که در شهرستان پاتنم واقع شده‌است.
فیلیپس‌تاون ۱۳۳٫۵۶ کیلومتر مربع مساحت و در سال ۲۰۲۰ میلادی، ۹٬۸۳۱ نفر جمعیت دارد و ۶۰٫۹۶ متر بالاتر از سطح دریا واقع شده‌است.